# 北區 (蔚山廣域市)
北區（：／ Buk gu */?）是大韓民國蔚山廣域市的一個區，位於市東北部、太田江以北，南臨蔚山灣，東臨日本海。北臨慶尚北道。面積157.4平方公里，2008年人口168,271人。下分8洞。
1997年設區。

## 交通
- 東海南部線經過。有蔚山機場。

## 姐妹城市
- 中华人民共和国吉林省長春市綠園區
- 中华人民共和国山东省肥城市